# Contea di Murray (Australia Occidentale)
La contea di Murray è una delle cinque Local Government Areas che si trovano nella regione di Peel, in Australia Occidentale. Si estende su di una superficie di circa 1.711 chilometri quadrati ed ha una popolazione di 12.555 abitanti.